# Williams FW29
El Williams FW29 es un monoplaza de Fórmula 1, construido por el equipo Williams para competir en la temporada 2007. Fue pilotado por Nico Rosberg y Alexander Wurz, que sería sustituido por Kazuki Nakajima en el último Gran Premio del año en Brasil. El monoplaza contaba con un motor Toyota, siendo sólo la segunda vez en la historia del equipo en el que un fabricante japonés le suministraba motores; habiéndolo hecho Honda durante el período comprendido entre 1983 de 1987.

## Test de pretemporada
El nuevo monoplaza hizo su debut en la primera sesión de pruebas en Jerez, donde Alexander Wurz completó 72 vueltas en el nuevo coche motorizado por Toyota, siendo el segundo más rápido de una sesión de dieciséis coches tras Pedro de la Rosa con el McLaren MP4-22.

## Decoración
El FW29 sigue el esquema de color azul y blanco característico de los monoplazas de Williams, manteniendo patrocinadores como RBS y Reuters, a los que se unieron Lenovo (fabricante chino de ordenadores) y AT&T como title sponsor.

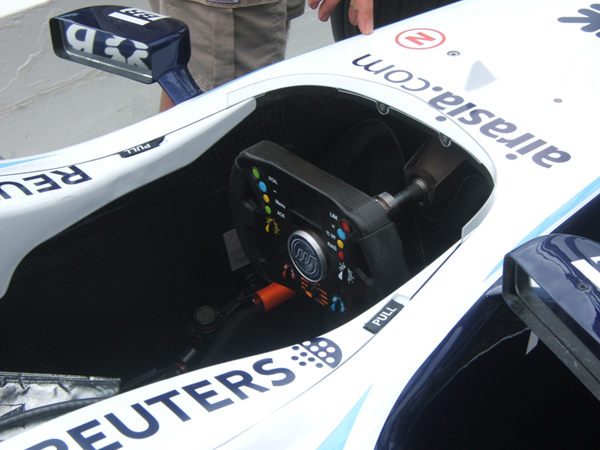
Cockpit del FW29

## Temporada 2007
El Williams FW29 fue sin duda una mejora con respecto al desastroso Williams FW28, que sólo anotó 11 puntos y fue muy poco fiable. Su sucesor demostró estar en lucha constante por los puntos, pero lejos la cabeza liderada por McLaren y Ferrari, además de BMW Sauber, equipo formado por los antiguos socios de Williams. Alexander Wurz tuvo una temporada irregular, logrando un podio poco probable en el Gran Premio de Canadá de 2007 a pesar de sufrir una colisión con Vitantonio Liuzzi que dañó su alerón trasero. Sin embargo, su segunda mitad de temporada fue muy mala. Nico Rosberg demostró ser un piloto rápido, anotando puntos frecuentemente y superando Wurz consistentemente. El austriaco decidió retirarse de F1 antes de la última carrera de la temporada, siendo el piloto de pruebas de Williams Kazuki Nakajima su sustituto. El equipo terminó la temporada en cuarto lugar con 33 puntos, debido a la expulsión de McLaren del Campeonato de Constructores.

## Resultados
(Clave) (negrita indica pole position) (cursiva indica vuelta rápida)
| Año  | Motor                | Neu. | N.º | Pilotos         | 1   | 2   | 3   | 4   | 5   | 6   | 7   | 8   | 9   | 10  | 11  | 12  | 13  | 14  | 15  | 16  | 17  | Puntos | Pos. |
| ---- | -------------------- | ---- | --- | --------------- | --- | --- | --- | --- | --- | --- | --- | --- | --- | --- | --- | --- | --- | --- | --- | --- | --- | ------ | ---- |
| 2007 | Toyota RVX-07 2.4 V8 | B    |     |                 | AUS | MYS | BHR | ESP | MON | CAN | USA | FRA | GBR | EUR | HUN | TUR | ITA | BEL | JPN | CHN | BRA | 33     | 4.º  |
| 2007 | Toyota RVX-07 2.4 V8 | B    | 16  | Nico Rosberg    | 7   | Ret | 10  | 6   | 12  | 10  | Ret | 9   | 12  | Ret | 7   | 7   | 6   | 6   | Ret | 16  | 4   | 33     | 4.º  |
| 2007 | Toyota RVX-07 2.4 V8 | B    | 17  | Alexander Wurz  | Ret | 9   | 11  | Ret | 7   | 3   | 10  | 14  | 13  | 4   | 14  | 11  | 13  | Ret | Ret | 12  |     | 33     | 4.º  |
| 2007 | Toyota RVX-07 2.4 V8 | B    | 17  | Kazuki Nakajima |     |     |     |     |     |     |     |     |     |     |     |     |     |     |     |     | 10  | 33     | 4.º  |